# Alexandru Rubinștein
Alexandru Borisovici Rubinștein (în rusă Александр Борисович Рубинштейн, pseudonime de partid: Starik, Borisovski; n. 1883, Chișinău, Imperiul Rus – d. 1941, Harkov, RSS Ucraineană, URSS) a fost un evreu basarabean, un vechi bolșevic,  activist clandestin și militant marcant al Partidului Comunist din România (PCR), dar și un prosper om de afaceri din Chișinău.

## Biografie
Începând cu anul 1904 a participat la mișcarea social-democrată din Imperiul Rus, aderând la bolșevism. În 1918 a fost unul dintre conducătorii comitetelor sindicale ale Blocului Muncitoresc-Țărănesc.
La Al Doilea Congres al PCdR din 1922 a fost ales membru al Comitetului Central din partea organizației regionale basarabene a partidului. La începutul anului 1925, împreună cu A. Nikolsky și I. Fortuna, a intrat în biroul organizatoric al nou-înființatei și ilegalei Uniuni a Țăranilor Revoluționari (UȚR) din Basarabia.
Între anii 1927 și 1928 a fost membru al Biroului din Străinătate al Comitetului Central al PCdR, responsabil pentru coordonarea activității de partid în Basarabia și Bucovina, și reprezentant permanent al organizației regionale basarabene a PCR pe lângă Comitetul Central al Partidului Comunist (bolșevic) al Ucrainei. A fost arestat de autoritățile române în mai multe rânduri: în 1919, 1931 și 1932. În presa românească interbelică era prezentat ca un „milionar comunist, dar și mare capitalist, ce deținea mai multe imobile în Chișinău”. Într-un articol din Gazeta Cotidian de Seară din martie 1934, erau precizate următoarele despre Rubinștein:
„Rubinstein, carese laudă cu teoriile sale comuniste și umanitare, e cel mai feroce proprietar din Chișinău. Orice chiriaș — și d. Rubinstein are vreo 30 — nu plătește chiria la zi, este expulzat fără milă, chiar dacă e bolnav,șomer sau împovărat de copii. Așa că d. Rubinstein e în adevăr,numai un biet teoretician ridicol!”
A fost redactor al mai multor ziare comuniste din Chișinău.
După Ocuparea Basarabiei de către trupele sovietice la 27 iunie 1940 a intrat în componența Comitetului Revoluționar Provizoriu al Basarabiei (CRP Basarabia), constituit în urma unei ședințe comune a comitetelor subterane ale Partidului Comunist din România – organizațiile din Basarabia și Chișinău. Președinte al comitetului a fost ales S. D. Burlacenko. Sub conducerea CRP Basarabia, în dimineața zilei de 28 iunie 1940 a început formarea gărzilor populare înarmate, a detașamentelor de miliție populară și a comitetelor muncitorești în întreprinderile industriale, în transporturi și în instituțiile de comunicații, care au atacat soldații și civilii ce se refugiau din Basarabia în interiorul României.
În 1941 se afla internat la tratament în Harkov, unde a fost ucis după ocuparea orașului de către armata germană.